# Bonzo Goes to College
Bonzo Goes to College ist eine amerikanische Filmkomödie aus dem Jahr 1952. Regie führte Frederick de Cordova. Der Film kam am 11. September 1952 in die US-amerikanischen Kinos. Es handelt sich um eine Fortsetzung von Bedtime for Bonzo.

## Handlung
Der ehemalige Laborschimpanse Bonzo kann plötzlich lesen und schreiben und flieht daraufhin vor einer Karnevalsshow. Er kommt in die Universitätsstadt Pawlton. Dort hält ihn Betsy Drew für ein Geschenk ihres Großvaters Pop Drew, dem Trainer der Footballmannschaft von Pawlton.
Betsy will Bonzo offiziell adoptieren. Ihre Eltern Marion und Malcolm stehen der Sache skeptisch gegenüber. Der Richter genehmigt sehr zur Freude von Betsy die Adoption. Betsy schreibt darauf an ihren Großvater Clarence Gateson, dass sie nun einen Bruder hat. Dieser kommt nach Pawlton und stellt fest, dass es sich um einen Affen handelt.
Gateson freundet sich mit Bonzo an und nimmt ihn zum Golfen mit. Sie kommen auf die Idee, dass Bonzo der ideale Quarterback am College ist. Vor einem großen Spiel wird Bonzo aber entführt und durch einen Affen ersetzt, der weniger Footballtalent hat. Als Bonzo dann doch auftaucht, kann er das Spiel gewinnen.